# Evelyn McHale
Evelyn McHale (1924 - Nova York, 1 de maig de 1947) va ser una suïcida de l'Edifici Empire State. Amb només 23 anys, es va llançar al buit des del mirador situat a la planta 83. Mai es van saber els motius que la van portar a prendre aquesta determinació. Segons va declarar el seu promès, el 30 d'abril Evelyn es va acomiadar d'ell: «...tan feliç com qualsevol noia a punt de casar-se» i va tornar amb tren a Nova York l'endemà. El dia 1 de maig, poc abans de les 10:30 hores, McHale va entrar a l'emblemàtic Empire State i va comprar una entrada pel mirador ubicat al pis 86 del gratacels, per a després llançar-se al buit i impactar contra el sostre d'una limusina pertanyent a l'Organització de les Nacions Unides a l'interior de la qual no hi havia ningú en aquell moment i que es trobava estacionada a l'entrada de l'edifici. Després de l'incident, l'estudiant de fotografia, Robert C. Wiles, que va escoltar l'impacte, va sortir al carrer i va captar la imatge de la jove. La fotografia va ser publicada el 12 de maig a la pàgina 43 de la revista Life amb el títol de "El suïcidi més bell." La nota de suïcidi de McHale deia:
| « | Ell està molt millor sense mi... jo mai seré una bona esposa per a ningú... | » |

Es fa referència a Evelyn McHale a la cançó Shatter me with hope del grup de rock finès HIM, present en el seu àlbum Screamworks: Love in Theory and Practice i també a la cançó Jump They Say de l'artista anglès David Bowie.